# Callistoplax
Callistoplax is een geslacht van keverslakken uit de familie van de Callistoplacidae.

## Soort
- Callistoplax retusa (Sowerby in Broderip & Sowerby, 1832)